# Latife Uşşaki
Latife Uşşaki też jako: Latîfe Uşaklı, Latife Hanım (ur. 17 czerwca 1898 w Izmirze, zm. 12 lipca 1975 w Stambule) – turecka prawniczka, w latach 1923-1925 Pierwsza Dama Turcji.

## Życiorys
Była najstarszą córką kupca ze Smyrny Muammera Beja i siostrzenicą pisarza Halita Ziyi Usaklıgiliego. Jej rodzina używała nieoficjalnie nazwiska Uşakizâde (od miasta Uşak, skąd pochodzili). Ukończyła szkołę średnią w Smyrnie, a w 1919 wyjechała na studia do Paryża. Początkowo studiowała ekonomię, ale przeniosła się na studia prawnicze na Sorbonie. Języka angielskiego uczyła się w Londynie. Powróciła do kraju pod koniec wojny grecko-tureckiej, aby zaopiekować się chorą babką. Miasto w tym czasie było okupowane przez armię grecką. Latife została aresztowana, a następnie po kilku dniach zwolniona. Po odzyskaniu miasta przez Turków, dom należący do rodziny Latife stał się kwaterą główną dowódcy armii tureckiej Mustafy Kemala. Po raz kolejny Kemal odwiedził Latife w styczniu 1923, kiedy przyjechał do Izmiru na pogrzeb swojej matki Zübeyde.

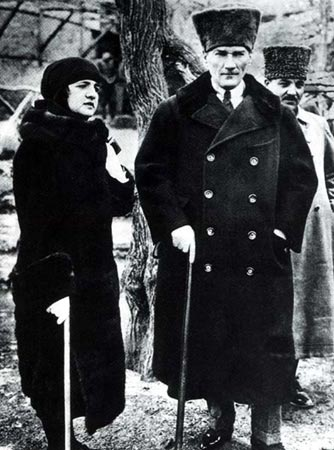
Latife Uşşaki i Mustafa Kemal Atatürk (1923)

29 stycznia 1923 poślubiła starszego o 17 lat Mustafę Kemala Paszę. Wbrew tradycji tureckiej Latife sama złożyła podpis na kontrakcie ślubnym, bez pośrednictwa rodziny. Małżeństwo mieszkało w ankarskiej rezydencji Çankaya, a Latife pisała przemówienia dla swojego męża. Przez dwa lata małżeństwa Latife stała się symbolem aktywnej roli kobiet w państwie tureckim. Jej obecność u boku męża w czasie uroczystości publicznych było nowością w życiu politycznym państwa tureckiego. Zgodnie z ideą państwa świeckiego, promowaną przez jej męża, Latife występowała publicznie bez muzułmańskiej chusty, zachęcając do tego inne kobiety.
Mimo publicznie wygłaszanych deklaracji poparcia dla edukacji kobiet, Mustafa Kemal zabronił żonie powrotu do Paryża, aby mogła ukończyć studia. Był także przeciwny działalności politycznej Latife. Małżeństwo z Mustafem Kemalem Paszą zakończyło się rozwodem w dniu 5 sierpnia 1925. Po rozwodzie Latife mieszkała w Izmirze, a następnie w Stambule. Zrezygnowała z aktywności publicznej, unikając kontaktów z ludźmi, poza własną rodziną. Jednym z nielicznych cudzoziemców, który spotkał Latife był polski ambasador w Turcji - Michał Sokolnicki. W kwietniu 1943 na spotkaniu u Rukiye Açıkalın poznał jej siostrę Latife, którą opisał jako osobę starszą i schorowaną o ciemnych, płomiennych oczach, która znała osobiście Ignacego Paderewskiego.
Zmarła w Stambule na raka piersi w 1975 i została pochowana na cmentarzu Edirnekapı.

## Pamięć
Po śmierci Latife, w 1976 jej prywatne archiwum zostało przejęte przez państwo. Po opracowaniu, w 1980 otrzymało klauzulę poufności na okres 25 lat. W styczniu 2005 Yusuf Halaçoğlu, prezes Tureckiego Towarzystwa Historycznego zadeklarował możliwość udostępnienia zbiorów archiwalnych, w tym listów i dziennika Latife Uşşaki, ale członkowie rodziny nie wyrazili zgody na ich upublicznienie. W 2006 ukazała się biografia Latife, pióra dziennikarza İpeka Çalışlara. Dom, w którym mieszkała Latife w Izmirze odrestaurowano i w 2008 udostępniono do zwiedzania jako prywatną placówkę muzealną.

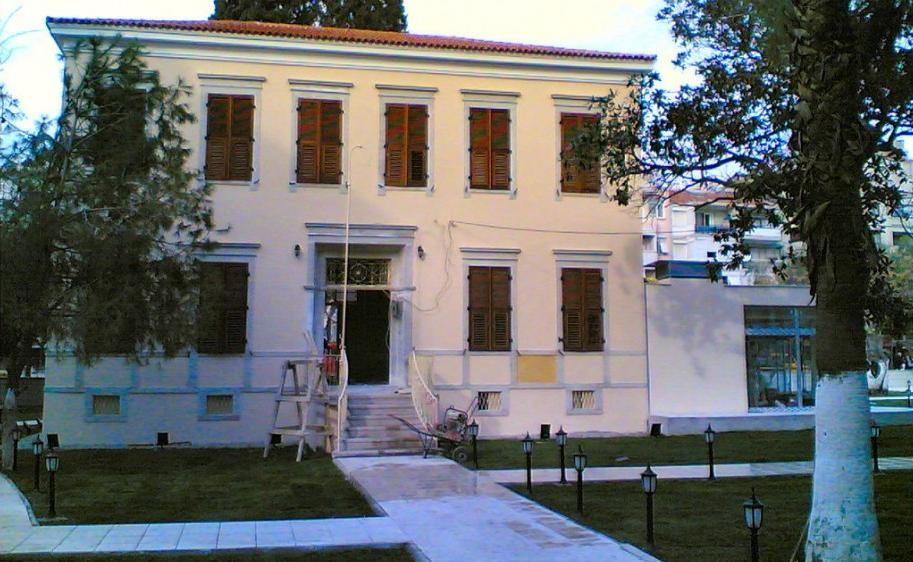
Muzeum Latife Uşşaki w Izmirze